# Daniel Kanza
Daniel Kanza, appelé affectueusement Mbuta Kanza, est un homme politique congolais né à Luozi/Bas-Congo au Congo Belge en 1909 et mort à Kinshasa en 1990 à l'âge de 81 ans.

## Biographie
Daniel Kanza est né en 1909 dans le territoire de Luozi. Il reçoit une éducation chrétienne protestante avant de s'enrôler dans la Force publique. Il atteint le grade de sergent. Après son service, il devient diacre protestant. Entre 1929 et 1940, Kanza a sept enfants avec Élisabeth Mansangaza, dont la future sociologue et femme politique Sophie Kanza et le futur homme politique et diplomate Thomas Kanza. Il travaille comme fonctionnaire dans l'administration coloniale. En 1957, il devient vice-président du parti Alliance des Bakongo (appelé encore Abako). L'Alliance des Bakongo était initialement une association culturelle fondé pour défendre la langue du peuple Kongo, qui était devenu un parti anticolonialiste sous l'impulsion de son président Joseph Kasa-Vubu. Daniel Kanza est arrêté après les émeutes de Léopoldville du 4 janvier 1959.
Pour autant, Daniel Kanza est invité à participer à la Conférence de la Table ronde belgo-congolaise à Bruxelles au nom de l'Abako à partir du 20 janvier 1960 et est choisi comme vice-président des pourparlers. Il critique vivement le président du parti Joseph Kasa-Vubu pour son attitude pendant la conférence et son incapacité à consulter les autres membres du parti. Kasa-Vubu préconise un gouvernement fédéraliste, auquel Kanza s'oppose fermement, étant favorable à un système centralisé. Kanza et deux de ses fils publient une série d'articles dans un journal congolais qu'ils dirigent, accusant Kasa-Vubu de collaborer avec la France pour diviser le Congo. 
Après le départ de Kasa-Vubu de la conférence le 25 janvier 1960, Kanza tente de prendre la direction du parti, mais la plupart des membres restent fidèles à Kasa-Vubu. Kanza est exclu de l'Abako le 1er février 1960. Le 4 mars, il annonce la formation d'une aile dissidente du parti, connue sous le nom d'Abako-Kanza, qui deviendra plus tard l'Alliance des Congolais. La plupart des soutiens de Kanza proviennent de la région de Manyanga, dans le territoire de Luozi, et le Conseil de Manianga, une association régionale, tente en vain de le réconcilier avec Kasa-Vubu. En octobre 1960, il est élu premier gouverneur noir de Léopoldville. L'année suivante, il révoque tous les membres européens du conseil municipal. Kanza quitte ses fonctions en juin 1962 lorsque l'Abako le fait révoquer. En janvier 1965, un groupe de Maniangais le propose comme candidat au poste de sénateur national en vue des élections à venir. Cependant, le gouverneur de la province du Bas-Congo exige la loyauté personnelle de tous les candidats locaux. Kanza refuse de s'y engager et ne figure donc pas sur le bulletin de vote d'Abako. En 1972, il siège pourtant à l'Assemblée nationale. 
Il meurt en 1990,.